# Otto Loewi
Otto Loewi (Frankfurt, 3 juni 1873 – New York, 25 december 1961) was een Joods-Duitse, later Amerikaans, farmacoloog. Zijn ontdekking van acetylcholine droeg bij aan het verbeteren van de therapie en leverde hem in 1936 samen met Henry Hallett Dale de Nobelprijs voor Fysiologie of Geneeskunde op.

## Biografie
Loewi werd als zoon van de joodse wijnhandelaar Jacob Loewi en Anna Wollstätter in Frankfurt geboren. Na Städtisches Gymnasium aldaar studeerde hij in Straatsburg (toen deel van Duitsland) in 1896 af. Na het zien van een reeks overlijdens aan ongeneselijke ziekten zoals tuberculose en longontsteking besloot hij het klinisch werk op te geven en zich te richten op farmacologische onderzoek.
Vanaf 1898 bracht hij veel tijd in Oostenrijk door, waar hij het metabolisme bestudeerde. Loewi onderzocht hoe vitale organen reageerden op chemische en elektrische stimulatie. Hij stelde ook hun afhankelijkheid van adrenaline vast. Zodoende leerde hij hoe de actiepotentiaal wordt overgedragen door chemische stoffen. De eerste neurotransmitter die hij identificeerde was acetylcholine, waarvan hij vond dat deze stof niet alleen werkzaam was in het zenuwstelsel maar ook een rol speelde bij de spiersamentrekking.
Bij de uitbraak van de Tweede Wereldoorlog vluchtte Loewi samen met zijn gezin uit Oostenrijk en verhuisde via Brussel en Leeds in 1940 naar de Verenigde Staten, waar hij onderzoekshoogleraar aan de New York-universiteit werd. Hij bleef daar de rest van zijn leven.

## Onderzoek
Voor Loewi's experimenten was het niet duidelijk of de signalisatie over de synaps bioelektrisch of chemisch was. Hij was in staat aan te tonen dat zenuwprikkels plaatsvonden door middel van chemische stoffen, de neurotransmitters. Loewi's beroemde experiment, gepubliceerd in 1921, beantwoordde deze vraag grotendeels. Volgens Loewi kwam het idee voor het experiment in zijn slaap op. Hij ontleedde uit kikkers twee kloppende harten: een met de Nervus vagus die de hartslag controleert er nog aan vast, het andere zonder. Beide harten werden in een zoutoplossing geplaatst (Ringer's solution). Door de Nervus vagus elektrisch te stimuleren kon Loewi het eerste hart langzamer laten kloppen. Hierna nam Loewi wat van de zoutoplossing van het eerste hart en diende dit het tweede hart toe. De toediening van de vloeistof deed ook het tweede hart langzamer kloppen, en bewees dat een chemische stof uitgescheiden door de Nervus vagus de hartslag controleerde. Hij noemde deze onbekende stof Vagusstoff. Later bleek dit acetylcholine te zijn (Kandel, et al 2000).
Loewi's onderzoeken “On an augmentation of adrenaline release by cocaine” en “On the connection between digitalis and the action of calcium” werden decennia later nog bestudeerd.
Hij verhelderde ook twee mechanismen van hoog therapeutisch belang: de blokkade en vermeerdering van zenuwactiviteit door medicijnen.